# Червоний Миколаїв (танкер)
«Червоний Миколаїв» — нафтоналивний теплохід типу «ембанафта», побудований на Чорноморському суднобудівному заводі в Миколаєві у 1928 році. «Червоний Миколаїв» став першим танкером, збудованим в СРСР.

## Історія
Наприкінці 1924 року нафтовий синдикат СРСР запропонував суднобудівному заводу імені А. Марті (нині — Чорноморський суднобудівний завод) розробити проект нафтоналивного теплохода вантажопідйомністю 10 тисяч тон. Вже в квітні 1925 року такий проект було розроблено, а в травні того ж року затверджено графік будівництва з урахуванням здачі танкера в грудні 1926 року.
7 листопада 1925 року в урочистій обстановці було закладено танкер «Червоний Миколаїв», що став первістком радянського суднобудування. У 1930 році танкер перейменували на «Ембанафту» (рос. «Эмбанефть»), а у 1934 — на «Ембу» (рос. «Эмба»), на честь родовища на заході Казахстану.
Під час будівництва першого танкера виникла маса проблем, однією з яких була затримка постачання головних двигунів. Для будівництва першого танкера серії було ухвалено рішення замовити двигуни за кордоном. Було оформлено договір із німецькою фірмою MAN на постачання двох дизельних двигунів потужністю по 1400 к. с. Незважаючи на те, що танкер спустили на воду 7 листопада 1927 року, роботи в машинному відділенні не велися через відсутність головних двигунів. Тільки через рік, у грудні 1928 року, ці двигуни надійшли з Німеччини.
Головне судно «Ембанафта», дала початок однойменній серії танкерів, до якої окрім нього увійшли судна «Союз гірників СРСР», «Союз металістів СРСР», «Союз водників СРСР» і «Донбас».
У січні 1942 року судно використовувалося в Керченсько-Феодосійській десантній операції. 29 січня в Комиш-Буруні був тяжко пошкоджений авіабомбою, втратив хід і частково сів на мілину. У травні того ж року «Ембу» відбуксирували звідти до Сухумі, де приткнули до мілини на рейді і використовували як плавуче сховище. 30 липня атакований там двома торпедами німецького підводного човна U-24, внаслідок чого судно було практично зруйновано.
18 серпня 1943 року танкер був виключений зі списків флоту, а після обстеження корпусу в 1946 році його підйом визнано неможливим. Остов зі зрізаними надбудовами нині є об'єктом для дайвінгу.

## Технічні характеристики
Корпус судна був побудований за поздовжньою системою і мав 20 танків і 20 літніх цистерн для рідкого вантажу. Машинне відділення розташовувалося на кормі. Вантажні та зачисні насоси перебували в спеціальному відділенні в носовій частині судна. Два очисні поршневі електронасоси з вертикальними двигунами і редукторами мали подачу по 65 т/год за напору 50 м. вод. ст.
Змащування циліндрів і компресорів здійснювалося за допомогою лубрикаторів, змащування рухомих частин — циркуляційне. Двигуни охолоджувалися забортною водою.
- Кількість гребних гвинтів: 2;
- Довжина: 137,6 м;
- Ширина: 17,74 м;
- Висота борту: 10,42 м;
- Осадка (повна): 7,925 м;
- Водотоннажність (повна): 15 985 т;
- Дедвейт: 10 780 т;
- Головний двигун: 2×1400 к. с.;
- Швидкість ходу: 10,5 вузлів;
- Екіпаж: 46 осіб.